# 圣卡梅勒
圣卡梅勒（法語：Sainte-Camelle，法語發音：[sɛ̃t kamɛl] ⓘ）是法国奥德省的一个市镇，属于卡尔卡松区。

## 地理
圣卡梅勒（43°16'7"N, 1°48'20"E）面积9.52 平方千米，位于法国奧克西塔尼大區奥德省，该省份为法国南部沿海省份，北起塔恩省，西北接上加龙省，西接阿列日省，南至东比利牛斯省，东临地中海，东北与埃罗省接壤。
与圣卡梅勒接壤的市镇（或旧市镇、城区）包括：拉卢维耶尔洛拉盖、梅泽维尔、蒙托里奥勒、埃尔斯河畔佩尔菲特、埃尔斯河畔萨勒。

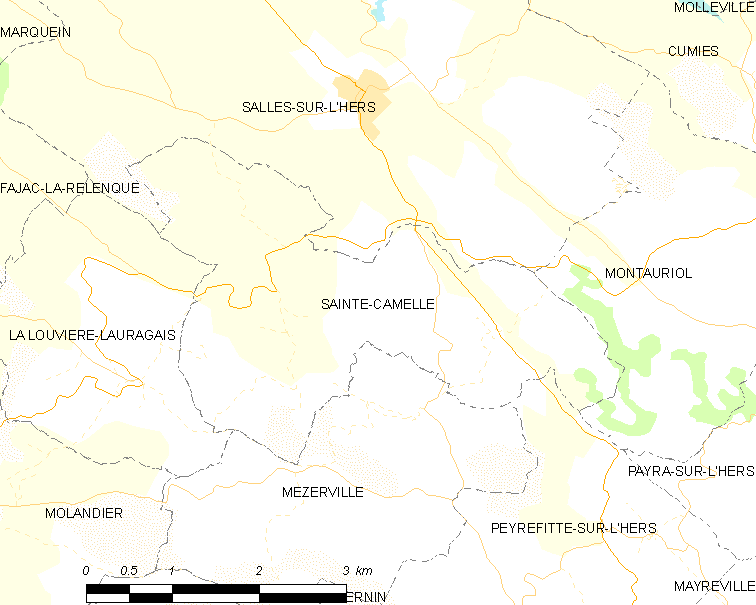
圣卡梅勒的OSM定位图

圣卡梅勒的时区为UTC+01:00、UTC+02:00（夏令时）。

## 行政
圣卡梅勒的邮政编码为11410，INSEE市镇编码为11334。

## 政治
圣卡梅勒所属的省级选区为拉皮耶日欧拉泽斯县。

## 人口

1962-2008年间圣卡梅勒人口变化图示

圣卡梅勒于2022年1月1日时的人口数量为124人。